# Villeneuve-les-Cerfs
Pour les articles homonymes, voir Villeneuve.
Villeneuve-les-Cerfs est une commune française, située dans le département du Puy-de-Dôme en région Auvergne-Rhône-Alpes.

## Géographie

### Localisation
Villeneuve-les-Cerfs est située au nord-est du département du Puy-de-Dôme.
Quatre communes sont limitrophes :
| Bas-et-Lezat            |                      | Saint-Sylvestre-Pragoulin |
|                         | Villeneuve-les-Cerfs | Randan                    |
| Saint-Clément-de-Régnat |                      |                           |

### Géologie et relief
L'altitude de la commune varie entre 311 et 401 mètres.

### Voies de communication et transports

#### Voies routières
La commune est traversée par la route départementale 210, liaison de Clermont-Ferrand et de Thuret à Randan.
Les RD 63 et 223 relient Bas-et-Lezat à Randan, la première par le centre du village et continuant vers Puy-Guillaume, la seconde au nord de Randan. Le village des Pioliers est traversé par la RD 93. Il existe au nord une RD 435 continuant en direction de Biozat, dans l'Allier, et au sud une RD 431.

#### Transports en commun
Aucune ligne du réseau Transdôme ne dessert la commune.

### Climat
Pour des articles plus généraux, voir Climat d'Auvergne-Rhône-Alpes et Climat du Puy-de-Dôme.
En 2010, le climat de la commune est de type climat océanique dégradé des plaines du Centre et du Nord, selon une étude du Centre national de la recherche scientifique s'appuyant sur une série de données couvrant la période 1971-2000. En 2020, Météo-France publie une typologie des climats de la France métropolitaine dans laquelle la commune est exposée à un climat de montagne ou de marges de montagne et est dans la région climatique  Nord-est du Massif Central, caractérisée par une pluviométrie annuelle de 800 à 1 200 mm, bien répartie dans l’année. 
Pour la période 1971-2000, la température annuelle moyenne est de 11,1 °C, avec une amplitude thermique annuelle de 16,7 °C. Le cumul annuel moyen de précipitations est de 757 mm, avec 9,2 jours de précipitations en janvier et 7,6 jours en juillet. Pour la période 1991-2020, la température moyenne annuelle observée sur la station météorologique de Météo-France la plus proche, « Charmes_sapc », sur la commune de Charmes à 10 km à vol d'oiseau, est de 11,9 °C et le cumul annuel moyen de précipitations est de 675,4 mm,. Pour l'avenir, les paramètres climatiques de la commune estimés pour 2050 selon différents scénarios d'émission de gaz à effet de serre sont consultables sur un site dédié publié par Météo-France en novembre 2022.

## Urbanisme

### Typologie
Au 1er janvier 2024, Villeneuve-les-Cerfs est catégorisée commune rurale à habitat dispersé, selon la nouvelle grille communale de densité à sept niveaux définie par l'Insee en 2022.
Elle est située hors unité urbaine et hors attraction des villes,.

### Occupation des sols
L'occupation des sols de la commune, telle qu'elle ressort de la base de données européenne d’occupation biophysique des sols Corine Land Cover (CLC), est marquée par l'importance des territoires agricoles (68 % en 2018), en diminution par rapport à 1990 (69,6 %). La répartition détaillée en 2018 est la suivante : terres arables (56,5 %), forêts (23,6 %), zones agricoles hétérogènes (11,5 %), zones urbanisées (8,5 %). L'évolution de l’occupation des sols de la commune et de ses infrastructures peut être observée sur les différentes représentations cartographiques du territoire : la carte de Cassini (XVIIIe siècle), la carte d'état-major (1820-1866) et les cartes ou photos aériennes de l'IGN pour la période actuelle (1950 à aujourd'hui).

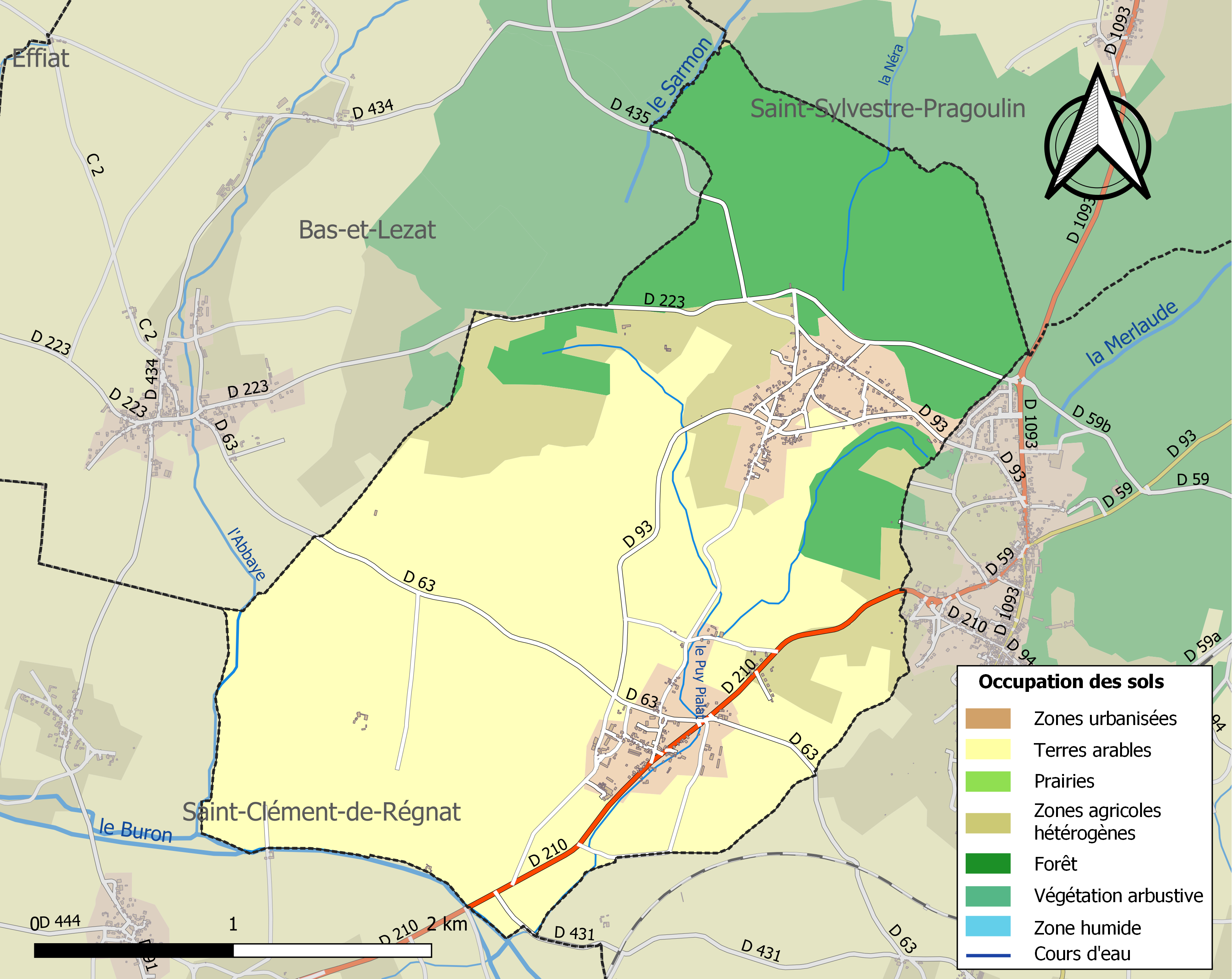
Carte des infrastructures et de l'occupation des sols de la commune en 2018 (CLC).

## Toponymie
Vileneuve-les-Cerfs en parler local. La commune est située tout au sud de l'aire linguistique du Croissant, où se rejoignent la langue occitane et la langue d'oïl.

## Politique et administration

### Découpage territorial
La commune de Villeneuve-les-Cerfs est membre de la communauté de communes Plaine Limagne, un établissement public de coopération intercommunale (EPCI) à fiscalité propre créé le 1er janvier 2017 dont le siège est à Aigueperse. Ce dernier est par ailleurs membre d'autres groupements intercommunaux. Jusqu'au 31 décembre 2016, elle faisait partie de la communauté de communes des Coteaux de Randan.
Sur le plan administratif, elle est rattachée à l'arrondissement de Riom, à la circonscription administrative de l'État du Puy-de-Dôme et à la région Auvergne-Rhône-Alpes. Jusqu'en mars 2015, elle dépendait du canton de Randan.
Sur le plan électoral, elle dépend du canton de Maringues pour l'élection des conseillers départementaux, depuis le redécoupage cantonal de 2014 entré en vigueur en 2015, et de la deuxième circonscription du Puy-de-Dôme pour les élections législatives, depuis le dernier découpage électoral de 2010 (sixième circonscription avant 2010).

### Élections municipales et communautaires

#### Élections de 2020
Le conseil municipal de Villeneuve-les-Cerfs, commune de moins de 1 000 habitants, est élu au scrutin majoritaire plurinominal à deux tours avec candidatures isolées ou groupées et possibilité de panachage. Compte tenu de la population communale, le nombre de sièges à pourvoir lors des élections municipales de 2020 est de 15. Sur les trente candidats en lice, quinze ont été élus dès le premier tour, le 15 mars 2020, avec un taux de participation de 76,35 %.
En mai 2020, à la suite de la réélection du maire (Roland Genestier) pour la sixième fois consécutive, deux adjoints ont été désignés.

#### Chronologie des maires
| Période                                  | Période                   | Identité         | Étiquette | Qualité |
| ---------------------------------------- | ------------------------- | ---------------- | --------- | ------- |
| Les données manquantes sont à compléter. |                           |                  |           |         |
| 1989                                     | En cours (au 2 juin 2020) | Roland Genestier |           |         |

### Instances judiciaires
Villeneuve-les-Cerfs dépend de la cour d'appel de Riom, du tribunal de proximité de Riom et des tribunaux judiciaire et de commerce de Clermont-Ferrand.

## Population et société

### Démographie
L'évolution du nombre d'habitants est connue à travers les recensements de la population effectués dans la commune depuis 1793. Pour les communes de moins de 10 000 habitants, une enquête de recensement portant sur toute la population est réalisée tous les cinq ans, les populations de référence des années intermédiaires étant quant à elles estimées par interpolation ou extrapolation. Pour la commune, le premier recensement exhaustif entrant dans le cadre du nouveau dispositif a été réalisé en 2008.

En 2022, la commune comptait 506 habitants, en évolution de −5,77 % par rapport à 2016 (Puy-de-Dôme : +2,1 %, France hors Mayotte : +2,11 %).
| 1793 | 1800 | 1806 | 1821 | 1831 | 1836 | 1841 | 1846 | 1851 |
| ---- | ---- | ---- | ---- | ---- | ---- | ---- | ---- | ---- |
| 629  | 640  | 946  | 670  | 702  | 711  | 770  | 786  | 794  |

| 1856 | 1861 | 1866 | 1872 | 1876 | 1881 | 1886 | 1891 | 1896 |
| ---- | ---- | ---- | ---- | ---- | ---- | ---- | ---- | ---- |
| 756  | 733  | 719  | 683  | 653  | 642  | 642  | 650  | 636  |

| 1901 | 1906 | 1911 | 1921 | 1926 | 1931 | 1936 | 1946 | 1954 |
| ---- | ---- | ---- | ---- | ---- | ---- | ---- | ---- | ---- |
| 564  | 548  | 514  | 455  | 447  | 382  | 365  | 310  | 274  |

| 1962 | 1968 | 1975 | 1982 | 1990 | 1999 | 2006 | 2008 | 2013 |
| ---- | ---- | ---- | ---- | ---- | ---- | ---- | ---- | ---- |
| 305  | 228  | 260  | 306  | 423  | 399  | 464  | 478  | 534  |

| 2018 | 2022 | - | - | - | - | - | - | - |
| ---- | ---- | - | - | - | - | - | - | - |
| 527  | 506  | - | - | - | - | - | - | - |

### Enseignement
Villeneuve-les-Cerfs dépend de l'académie de Clermont-Ferrand. Il n'existe aucune école.
Les collégiens se rendent à Maringues. Les lycéens se rendent à Thiers, aux lycées Montdory ou Jean-Zay. La commune bénéficie d'une double sectorisation ; les élèves peuvent être scolarisés à Cusset, au lycée Albert-Londres.

### Sport et Association
Société de chasse de Villeneuve Les Cerfs

## Économie

### Commerce
La base permanente des équipements de 2014 recense un fleuriste.

## Culture locale et patrimoine

### Lieux et monuments
- Une nouvelle mairie a été construite, permettant un meilleur accueil du public (250 m2 contre 45). Cette réalisation a coûté 372 000 € hors taxes[32].
- Il existe de nombreux pigeonniers à Villeneuve-les-Cerfs, et même une rue des Pigeonniers.

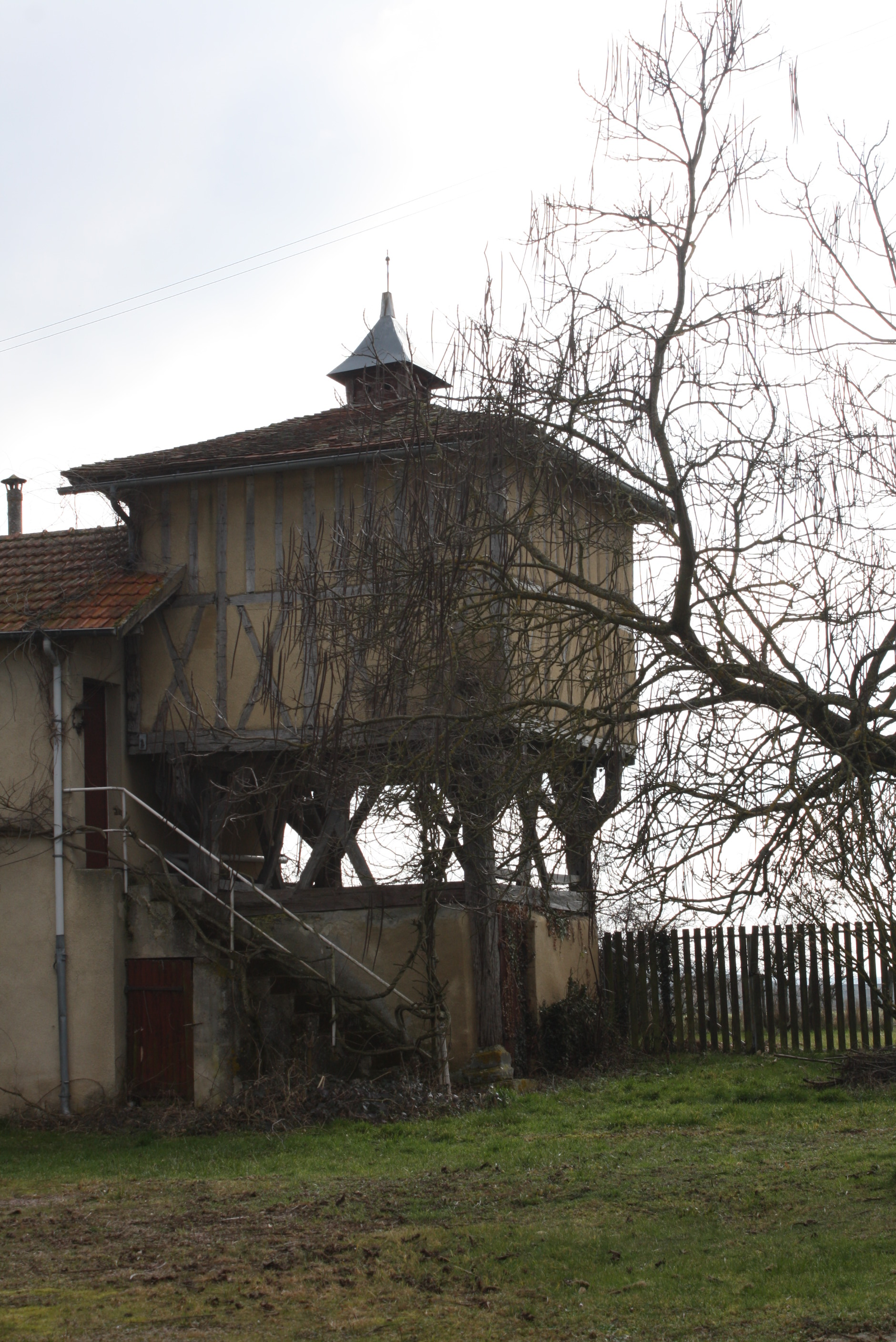
Rue des Pigeonniers.
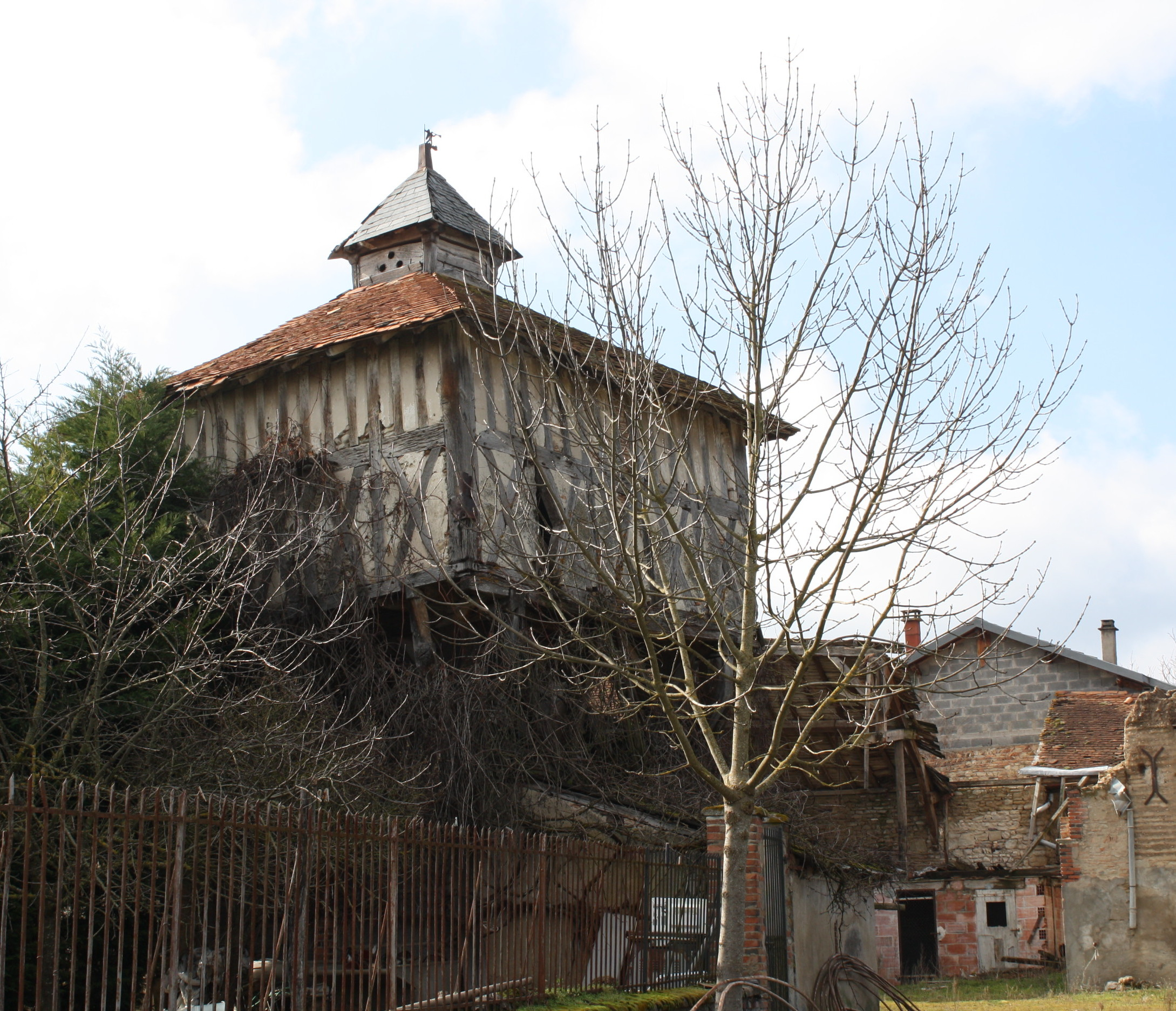
Rue de l'Église.
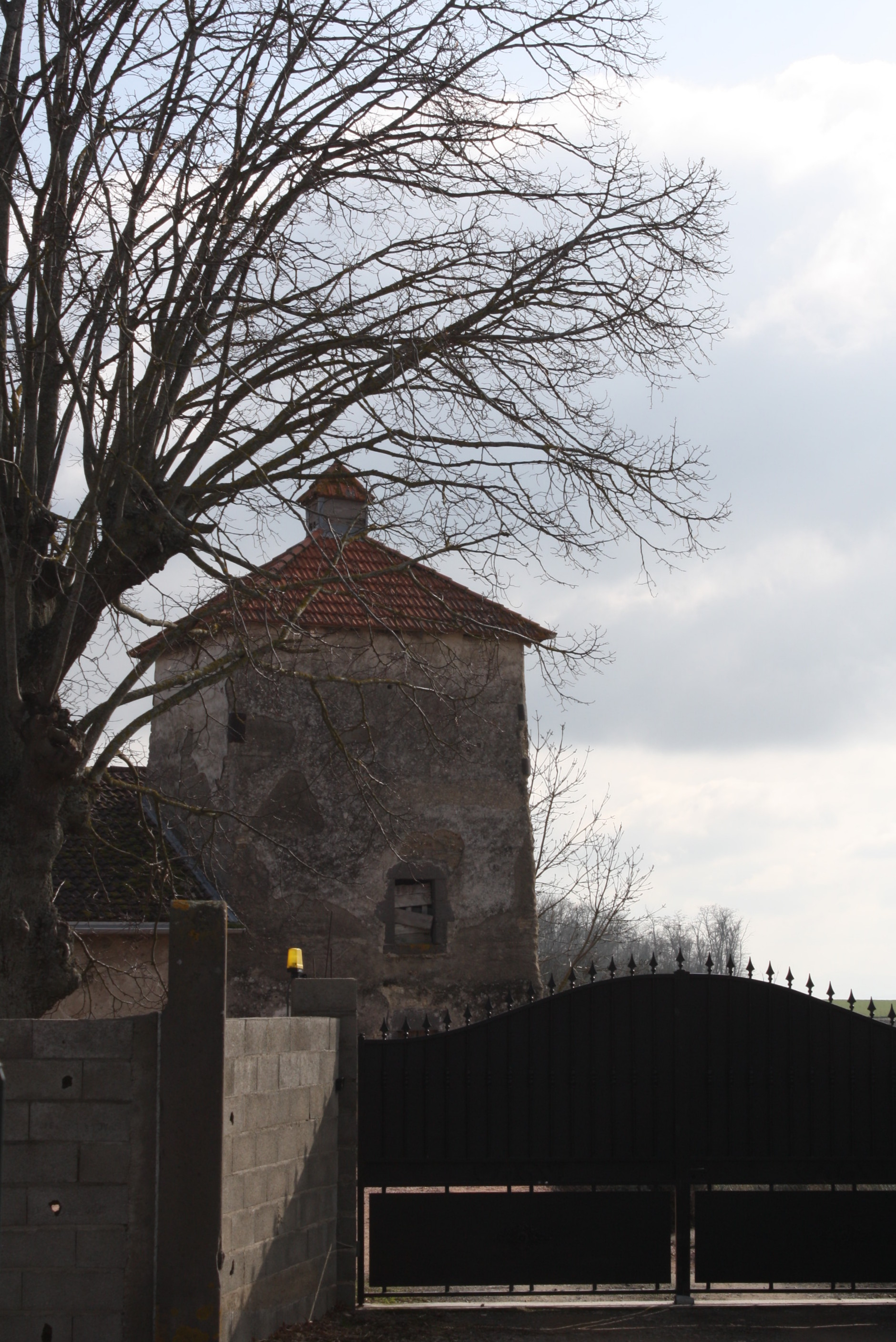
Avenue de la Limagne.
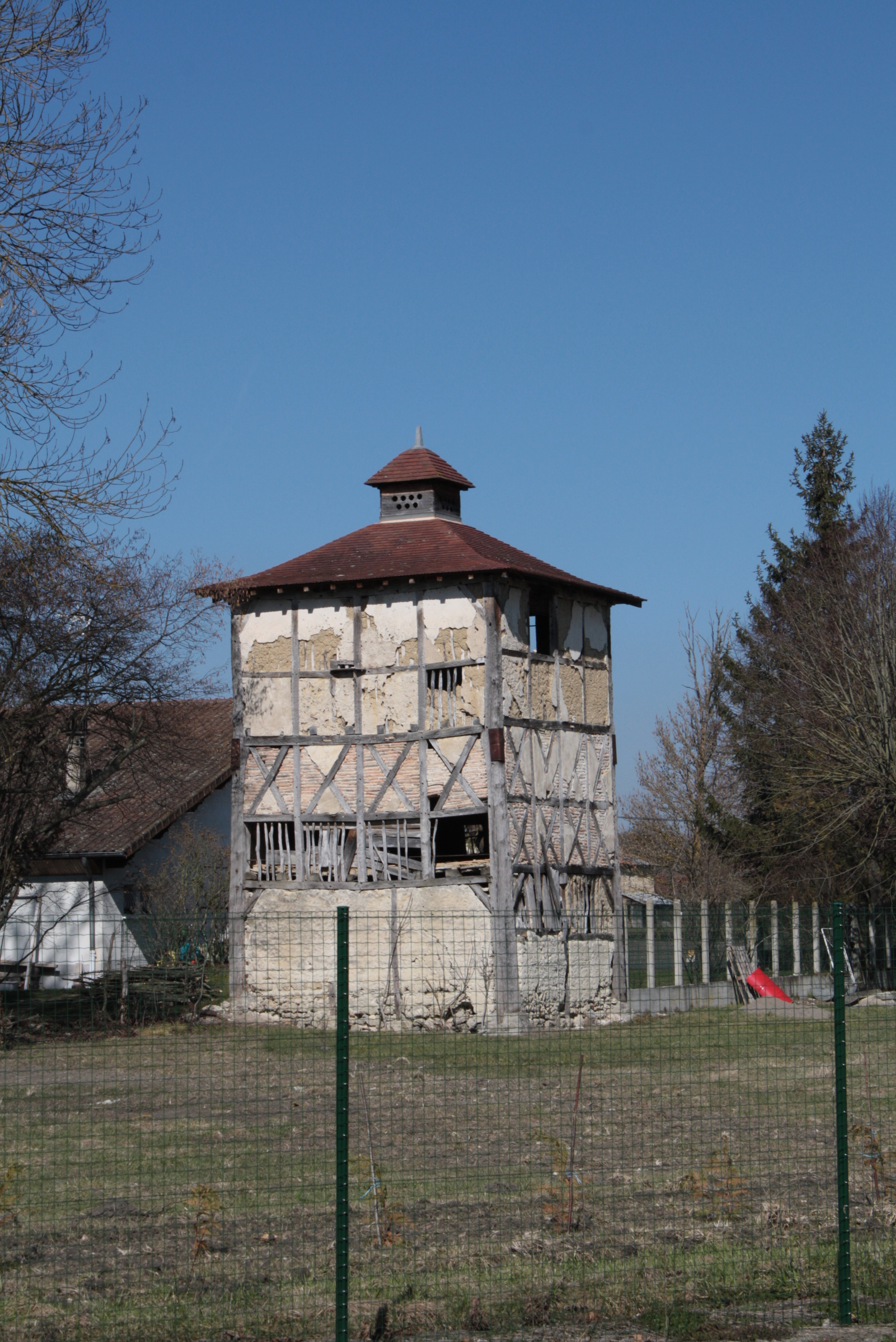
Au croisement de l'avenue de la Limagne.